# Censure d'Internet en Tunisie
La censure d'Internet en Tunisie a connu une baisse significative depuis le départ du président Zine el-Abidine Ben Ali, à la faveur de la décision prise par le gouvernement tunisien de retirer les filtres sur les réseaux sociaux comme Facebook et Twitter.
Le succès de la révolution de 2011 a en effet offert une chance d'établir une plus grande liberté d'expression en Tunisie, pays qui a vécu sous une censure très stricte, frappant particulièrement les moyens de communications en ligne. Ainsi, à la suite des révolutions du Printemps arabe, Reporters sans frontières a retiré la Tunisie et l'Égypte de la liste des « ennemis d'Internet » pour les placer sur la liste des « pays sous surveillance ».

## Censure durant la présidence Ben Ali
Avant la révolution de 2011, la censure d'Internet en Tunisie est totale : le pays figure d'ailleurs sur la liste des ennemis d'Internet établie par Reporters sans frontières. Selon l'OpenNet Initiative, le filtrage d'Internet est considéré en août 2009 comme important dans les domaines touchant la politique, du social et des outils Internet, et sélectif pour tout ce qui touche à la sécurité. D'ailleurs, peu de temps avant d'être renversé, le président Ben Ali promet la suspension des restrictions d'accès à Internet.
En plus du filtrage du contenu sur le web, le gouvernement met en place un arsenal de lois, de régulations et de systèmes de surveillance pour assurer un contrôle très strict d'Internet. Ainsi, des journalistes sont poursuivis au nom du code de la presse qui interdit toute offense envers le président, trouble à l'ordre public ou publication que le gouvernement considère comme une fausse nouvelle. Le gouvernement restreint également la liberté des autres médias (presse écrite, radios et télévisions) en refusant leur accès à toute voix critique et en distribuant de la publicité du secteur public. Des journalistes sont par ailleurs régulièrement poursuivis voire emprisonnés pour de vagues violations du code pénal.
Les dissidents en ligne peuvent être sévèrement punis, comme l'avocat Mohamed Abbou, condamné à trois ans et demi de prison en 2005 pour avoir publié sur un site prohibé un document accusant le gouvernement de pratiquer la torture sur des prisonniers.
Dans une affaire juridique qui défie le filtrage du web par le régime, le journaliste et blogueur Zied El Heni porte plainte contre l'Agence tunisienne d'Internet (ATI) pour avoir censuré l'accès à Facebook, bloqué le 18 août 2008 puis de nouveau accessible à partir du 2 septembre à la demande du président. Le Syndicat tunisien des radios libres et l'Observatoire tunisien des droits et des libertés syndicales se joignent à El Heni et demandent au président de témoigner. L'affaire est toutefois classée en novembre sans explication.
En plus du blocage de leur accès en Tunisie, de nombreux sites dissidents et d'opposition ainsi que des blogs sont victimes de tentatives de hacking et, dans certains cas, voient leur contenu supprimé ou leurs serveurs réduits au silence. Même si l'on ne sait pas exactement qui est derrière ces attaques, de nombreux leaders de l'opposition estiment qu'il s'agit du gouvernement. Par exemple, le site indépendant Kalima, bloqué dès son ouverture en 2000, est attaqué et fermé en octobre 2008, les huit années d'archives en arabe et en français étant alors perdues. L'administrateur du site accuse alors le gouvernement d'être derrière cette attaque, considérant qu'il est le seul à en tirer profit. La lettre d'information Tunisnews et le blogue Tunisia Watch connaissent des attaques similaires.
La Tunisie ne disposant pas de cadre légal régissant la diffusion d'informations en ligne, un groupe de journalistes tirant parti de cette faille lance la première webradio du pays le 10 décembre 2007, Radio 6, pour marquer le 59e anniversaire de la Déclaration universelle des droits de l'homme.

### Filtrage
Le filtrage de l'accès au web en Tunisie s'effectue à l'aide d'un logiciel, SmartFilter, commercialisé par la société américaine Secure Computing (en). Profitant de ce que le trafic Internet filaire passe par l'ATI, le gouvernement installe le logiciel sur les serveurs de l'agence et parvient à filtrer l'accès au web depuis les onze fournisseurs d'accès du pays. Un proxy traite toutes les requêtes HTTP, filtrant l'accès aux sites interdits sur la base des noms d'hôte. Des données empiriques montrent que le logiciel NetCache (en) de NetApp a été utilisé pour mettre en place ce mécanisme de contrôle. Le gouvernement cache délibérément ce filtrage au travers de pages d'erreurs 404 qui ne permettent pas de deviner la raison pour laquelle l'accès aux sites n'aboutit pas. Avec humour, les internautes tunisiens donnent le surnom d'« Ammar 404 » à l'autorité chargée de la censure, du nom de la page d'erreur qui apparaît souvent en cas d'accès à des pages prohibées par le régime.
L'OpenNet Initiative, qui effectue des tests en Tunisie (2006-2007 et 2008-2009) via les fournisseurs d'accès Planet Tunisie et TopNet, met en évidence le filtrage de sites de partis d'opposition comme celui du Forum démocratique pour le travail et les libertés, du mouvement Ennahdha, du Parti communiste des ouvriers de Tunisie et du Parti démocrate progressiste. Parmi les autres sites bloqués figurent également ceux de personnalités de l'opposition, comme Moncef Marzouki, ou encore ceux hébergeant des contenus politiques tels que Nawaat, Perspectives tunisiennes, Tunisnews ou Tunezine. De plus, des sites publiant des articles rédigés par des journalistes critiques envers le régime et diffusés à l'étranger sont également bloqués, à l'exemple du quotidien Libération dont la censure est vérifiée par l'OpenNet Initiative en février 2007, à la suite d'articles écrits par le journaliste Taoufik Ben Brik,.
Les sites critiquant l'attitude du gouvernement vis-à-vis du respect des droits de l'homme sont également filtrés :
- Amnesty International ;
- Freedom House ;
- Reporters sans frontières ;
- International Freedom of Expression Exchange ;
- Islamic Human Rights Commission ;
- Réseau arabe pour l'information sur les droits de l'homme[3].

Bien que le site de l'association Human Rights Watch soit accessible, les versions en arabe et en français du rapport sur la répression d'Internet en Tunisie sont bloquées.
Les sites de partage de vidéo YouTube et Dailymotion sont également bloqués, ou voient certains contenus supprimés à la demande de sociétés mandatées par le régime, probablement parce que les activistes tunisiens les utilisent pour diffuser des contenus critiques sur les pratiques du gouvernement en matière de droits de l'homme. Le site web de l'OpenNet Initiative, qui recherche et documente les pratiques étatiques en matière de filtrage et de censure, est également bloqué, tout comme celui de Global Voices. La plupart des sites qui permettent un accès anonyme à Internet sont également bloqués :
- Psiphon ;
- TOR ;
- Anonymizer ;
- Stealth Message ;
- Gaudster ;
- JAP[3].

Le filtrage s'opère également sur les sites à contenu pornographique, gay ou lesbien, et sur plusieurs sites de traduction. Quelques sites critiques envers le Coran ou l'islam sont également filtrés, bien que peu de contenu à caractère religieux ait été effectivement filtré.
À partir de mai 2010, le service populaire de VoIP, Skype, cesse de fonctionner en Tunisie, toujours en raison du filtrage opéré par l'ATI sur le trafic SIP. Ce filtrage a des effets collatéraux désastreux sur le développement des centres d'appel, ceux-ci travaillant avec les pays francophones d'Europe en utilisant la technologie SUP.
Le 13 janvier 2011, un jour avant son départ, Ben Ali lève la censure sur Internet ; seuls les sites pornographiques restent inaccessibles.

### Surveillance
Les autorités tunisiennes procèdent à plusieurs types de surveillance sur Internet. Les fournisseurs d'accès, comme les cybercafés, sont forcés de collaborer à cette politique. Ainsi, les autorités demandent aux utilisateurs des cybercafés de montrer leur identifiant avant de pouvoir utiliser Internet dans certaines régions ; elles tiennent également les cybercafés responsables des activités de leurs clients.
Parmi les autres pratiques de surveillance, la vérification des fichiers attachés aux emails est courante, facilitée par le passage par un point d'accès unique. Dans le but de protéger l'ordre public et la sécurité nationale, une loi de 1998 permet aux autorités d'intercepter et de vérifier leur contenu. Le filtrage des emails d'opposants a ainsi été rapporté : l'activiste et directeur de plaidoyer à Global Voices, Sami Ben Gharbia, a réalisé un test ayant permis de mettre en évidence que le contenu d'un même email différait selon qu'on y accédait depuis les Pays-Bas ou le réseau tunisien et que certains emails n'étaient même pas accessibles depuis la Tunisie.
Début 2011, un nombre croissant de preuves montrent que les comptes email privés de citoyens tunisiens ainsi que leurs identifiants d'accès à Facebook ont été la cible d'un hameçonnage mis en place par le gouvernement.

## Situation après la révolution
Le gouvernement provisoire d'unité nationale, qui succède immédiatement au départ de Ben Ali, proclame la liberté complète d'expression et d'accès à l'information comme des principes fondamentaux ; il abolit également le ministère de l'Information le 17 janvier 2011. La censure de l'Internet est immédiatement levée, comme Ben Ali l'avait promis dans son discours du 13 janvier, mais des contrôles perdurent encore en février.
Le 24 janvier 2011, la page 404 est remplacée par une nouvelle page blanche et un cadre rouge avec le message suivant : « Le contenu de ce site porte atteinte aux bonnes mœurs, est violent ou incite à la haine. Si vous jugez le contraire, prière de contacter l’adresse suivante : contact@web-liberte.tn ». Début février, les sites pornographiques deviennent accessibles.
En mai 2011, le tribunal militaire permanent de Tunis exige la fermeture de quatre pages Facebook qui portent atteinte à la réputation de l'institution militaire et de ses dirigeants,. Cette résurgence de la censure conduit à la démission du blogueur Slim Amamou de son poste de secrétaire d'État à la Jeunesse et aux Sports le 23 mai,.
Le 26 mai, un groupe d'avocats obtient un jugement contraignant l'ATI à bloquer l'accès à des sites à caractère pornographique, au prétexte qu'ils portent atteinte aux valeurs musulmanes et menacent la jeunesse. L'ATI dépose un recours, qui est rejeté le 13 juin, puis procède à un filtrage progressif à partir du 15 juin ; la décision est confirmée par la cour d'appel de Tunis le 15 août. Reporters sans frontières craint que le filtrage de sites pornographiques ne puisse conduire à revenir aux anciennes pratiques de censure, l'organisation affirmant que le filtrage généralisé porte atteinte aux principes de la neutralité du réseau et aux promesses de la Haute instance pour la réalisation des objectifs de la révolution, de la réforme politique et de la transition démocratique. Finalement, le 5 juin 2013, la cour d'appel de Tunis confirme la décision de la Cour de cassation du 22 février 2013, en se déclarant incompétente à statuer sur l'affaire de censure des sites jugés pornographiques.
Après les élections du 23 octobre 2011, la Tunisie se dote d'une assemblée constituante. Mongi Marzouk est nommé ministre des Technologies de l'Information et des Communications dans le cabinet formé le 20 décembre ; son parcours est un gage de la volonté de maintenir la liberté d'expression et d'accès à l'information. Le 4 septembre 2012, il déclare la fin de la censure de l'Internet et d'« Ammar 404 ». Deux jours plus tard, la Tunisie participe à la Freedom Online Conference à Nairobi, durant laquelle elle devient le troisième pays africain à devenir membre de la coalition. La Tunisie poursuit sa promotion d'un Internet libre de toute censure au forum ICT4All, tenu en septembre 2012 à Hammamet.
Des cyberactivistes restent perplexes face à la politique du nouveau régime. Ainsi, Sleheddine Kchouk, président du Parti pirate tunisien, considère que les pratiques de filtrages de l'époque Ben Ali sont toujours en vigueur. Dans le même temps, en septembre 2012, les Nations unies appellent la Tunisie à opérationnaliser ses politiques en matière de liberté d'expression et d'information. Malgré les dernières réformes, la censure serait appliquée aux activistes qui ne respectent pas les idéaux des membres du gouvernement Jebali en matière de tradition et de culture.